# مطار كاغو الدولي
مطار كاغو الدولي (بالنقحرة: مطار جاو الدولي أو مطار غاو الدولي) (إياتا: GAQ، إيكاو: GAGO) المعروف أيضا باسم مطار كوروجوسو، هو مطار في مدينة كاغو بِمالي. يُستخدم كقاعدة للقوات الجوية الهولندية في مهمة حفظ السلام التابعة للأمم المتحدة MINUSMA. يقوم سلاح الجو الملكي البريطاني بنشر طائرات هليكوبتر من طراز شينوك في كاغو. يقع المطار في الجزء الأوسط من البلاد، على بعد 900 كيلومتر شرق باماكو عاصمة البلاد. 265 مترًا فوق مستوى سطح البحر في كاغو. وتخدم على سبيل المثال الخطوط الجوية الجزائرية والتونسية.

## التاريخ
تم تأسيسها في ثلاثينيات القرن الماضي كقاعدة جوية من قبل الجيش الفرنسي وتضم السرب الثالث للوحدات الجوية الفرنسية الغربية الإفريقية التي انتقلت إليها في عام 1932.
أغلقت القاعدة الجوية بعد استقلال مالي في 2 أغسطس 1961.
خلال الحرب في مالي، فقدت الدولة السيطرة على المطار ومدينة كاغو، اعتبارًا من 31 مارس 2012، خضعت لسيطرة الحركة الوطنية لتحرير أزواد (MNLA) ثم الحركات الإسلامية مثل أنصار الدين، تم تعليق جميع الرحلات الجوية من وإلى المطار. في يناير 2013، استعاد الجيش الفرنسي بدعم من جيش مالي السيطرة على منطقة مطار كاغو.

## البنية التحتية
المطار به مدرج اسفلتي بطول 2500 متر وعرض 45 متر.
إذا تمكنت طائرات الهليكوبتر وطائرات النقل العسكرية من الإقلاع والهبوط هناك، فهي غير مناسبة للطائرات المقاتلة النفاثة.

## المُناخ
المُناخ حار. متوسط درجة الحرارة 29 درجة مئوية. أحر شهر مايو عند 34 درجة مئوية ، وأبرد شهر يناير عند 23 درجة مئوية. يبلغ متوسط هطول الأمطار 470 ملم في السنة. أكثر الشهور أمطارًا هو أغسطس بمعدل 184 ملمًا من الأمطار ، بينما يكون مارس الأكثر رطوبة بمعدّل 1 ملم.

## الحوادث
- تعرضت المحطة لأضرار بالغة في هجوم بقنبلة في عام 2016. بعد ذلك ، توقفت الرحلات الجوية المدنية.[11]
- في 24 يوليو 1951 ، تعرضت طائرة سابينا Sabena (OO-CBA) لعطل وحريق في المحرك أثناء إقلاعها من مطار كاغو. أثناء العودة عند أدنى ارتفاع ، لامس طرف الجناح الأرض، مما أدى إلى حدوث ارتطام وحريق. أصبح قيادة الطائرة أكثر صعوبة بسبب رش السوائل الهيدروليكية في قمرة القيادة. مات جميع أفراد طاقم رحلة الشحن الثلاثة، ودمرت الطائرة (انظر أيضًا حادث سابينا بالقرب من كاغو [الألمانية]).[12]

## روابط خارجية
- طائرة OneSky - مطار كاغو
- رموز مطار العالم - كاغو (GAQ) مالي
- شبكة سلامة الطيران: مطار كاغو
- Airport information for GAGO at World Aero Data. Data current as of October 2006. البيانات الحالية اعتبارا من أكتوبر 2006.